# Johanna Cupal
Johanna Cupal, tschechisch Jana Cupalová (geboren am 29. August 1919 in Lundenburg, Tschechoslowakei; gestorben am 8. Oktober 1943 in Wien) war ein tschechisches Opfer der politischen Justiz des Nationalsozialismus. Sie wurde wegen Feindbegünstigung zum Tode verurteilt und im Alter von 24 Jahren hingerichtet.

## Leben
Cupals Eltern betrieben eine Gastwirtschaft. Sie wuchs mit mehreren Geschwistern auf, besuchte die Volksschule und danach für drei Jahre eine Haushaltsschule, half anschließend der Mutter in der Wirtschaft. Als sie am 21. Juli 1943 zusammen mit ihrem Bruder Michael vor dem Volksgerichtshof stand, war sie im achten Monat schwanger. Die Geschwister wurden am 1. Februar 1943 in Lundenburg festgenommen, zwölf Tage später von der Gestapo in Wien gemeinsam mit ihrer Mutter Franziska erkennungsdienstlich erfasst und schließlich der Feindbegünstigung angeklagt. Die Mutter kam am 19. Februar 1943 unter ungeklärten Umständen in der Haft im Landesgericht Wien um.
Cupals Bruder Ludwig hatte sich dem tschechoslowakischen Widerstand angeschlossen, war ins Ausland gegangen und wurde 1942 von einem englischen Flugzeug im Raum Velehrad mit dem Fallschirm abgesetzt. Er sollte eine Eisenbahnlinie sprengen und einen Giftmord an einem tschechischen Minister verüben. Ludwig Cupal fand eine Unterkunft in der Nähe seines Heimatorts und nahm Kontakt zu seiner Familien auf. Johanna suchte ihn gelegentlich auf und bat ihn eindringlich, von seinem Vorhaben abzulassen, um die Familie nicht zu gefährden. Ludwig verließ seine Unterkunft, setzt sich in ein Waldgebiet ab. Danach brach der Kontakt ab. Die Anklage lautete, die Geschwister hätten ihren Bruder Ludwig „in Kenntnis von dessen Aufträgen, Sabotageakte und Attentate im Protektorat Böhmen und Mähren auszuführen, an seinem Aufenthaltsort Velehrad fortlaufend mit Lebensmitteln und Rauchwaren versorgt und dadurch dessen deutschfeindliche Tätigkeit unterstützt“.
Cupal musste hoch schwanger vor Gericht erscheinen. Sie legte, wie es im Urteil des Volksgerichtshofs heißt, ein „offenes Geständnis“ ab, ihre Darstellung wird in vollem Umfang für glaubwürdig gehalten. Der Volksgerichtshof sieht jedoch den Tatbestand der Feindbegünstigung nach § 91 b RStGB als erfüllt an, eine mögliche Milderbestrafung nach Abs. 2 dieser Vorschrift lehnt der Senat ab. Er entscheidet auf die Todesstrafe für beide Geschwister. In der Urteilsbegründung wird festgehalten: „Beiden Angeklagten stehen an sich Milderungsgründe für ihre Tat zur Seite, insbesondere insofern, als es sich bei Ludwig Cupal um ihren Bruder handelt. Für Johanna Cupal ist noch zu würdigen, dass sie sich bemüht hat, ihren Bruder Ludwig von der Ausführung seiner Aufträge abzuhalten. Auch hat sie offensichtlich unter dem Einfluss ihrer Mutter gehandelt, von der sie die Lebensmittel erhielt, die sie ihrem Bruder überbrachte. […] Alle diese Milderungsgründe müssen vor den staatspolitischen Notwendigkeiten zurücktreten. Die staatlichen Sicherheitsinteressen und die der Volksgemeinschaft verlangen gebieterisch, dass jede Unterstützung eines feindlichen Fallschirmagenten mit der schwersten Strafe geahndet wird, die zur Verfügung steht, selbst wenn es sich bei dem Fallschirmagenten um den Bruder oder sonst einen nahen Verwandten handelt.“
Nachdem Johanna Cupal am 17. September 1943 ihr Kind, ein Mädchen, zur Welt gebracht hatte, dieses nach acht Tagen einer Schwester übergeben wurde, wurde sie im Landesgericht Wien mit dem Fallbeil hingerichtet. Mehrere Gnadengesuche waren abgelehnt worden.
Die Überlassung der Leichen von Johanna und Michael Cupal an die Familie wurde seitens der Gestapo ob der Möglichkeit abgelehnt, „die Bestattung und das Grab der Hingerichteten von Mitgliedern tschechisch-oppositioneller Kreise propagandistisch ausgewertet werden könnte.“

## Gedenken
Johanna Cupal wurde im Ehrenhain der Gruppe 40 im Wiener Zentralfriedhof bestattet.